# Winchester, Connecticut
Winchester, kommun (town) i Litchfield County, Connecticut, USA med cirka 10 664 invånare (2000). Den har enligt United States Census Bureau en area på 87,5 km².